# Gemeine Fichten-Gespinstblattwespe
Die Gemeine Fichten-Gespinstblattwespe (Cephalcia abietis) ist eine Pflanzenwespe aus der Familie der Gespinstblattwespen (Pamphiliidae).

## Merkmale
Die Gattung Cephalcia umfasst in Europa 12 Arten, von denen bis auf zwei nordische Arten alle in Mitteleuropa vorkommen; die Arten sind nur schwer voneinander unterscheidbar.   
Die Tiere werden 11 bis 14 Millimeter lang, haben einen schwarzen Kopf und Thorax mit gelben Flecken. Der Hinterleib ist rotgelb mit schwarzer Basis.
Cephalcia abietis besitzt einen breiteren, robusteren Hinterleib als die meisten anderen Arten der Gattung mit Ausnahme von Cephalcia alashanica, die Weibchen sind von dieser Art an der Färbung des Clypeus unterscheidbar (bei C. abietis randlich ohne gelbe Abschnitte), beim Männchen an der Färbung der Hinterleibssternite drei bis fünf (einfarbig gelbbraun, bei C. alashanica in der Vorderhälfte schwarz). Außerdem sind beim Weibchen die Schläfengruben weiter vom Augenrand abgerückt. Weitere Merkmale zur Unterscheidung zu verwandten Arten: Flügelmembran der Weibchen deutlich bräunlich getrübt, aber ohne abgesetztes braunes Band, Vertex der Männchen ohne gelbe Farbmarkierungen.
Die Larven sind anfangs graugrün, nach der letzten Häutung grün bis goldgelb gefärbt und haben eine Länge von etwa 20 Millimetern.

## Vorkommen
Die Gemeine Fichten-Gespinstblattwespe kommt in Mittel- und Nordeuropa und in Sibirien, nach Osten bis Nordchina vor. Sie bevorzugt in Mitteleuropa Wälder der Bergregionen, im Flachland ist die verwandte Art Cephalcia arvensis häufiger.

## Lebensweise
Die Art lebt in Fichtenwäldern. Nahrungspflanze in Europa ist überwiegend die Gemeine Fichte, nach Osten hin auch andere Fichtenarten (Picea koraiensis, Picea jezoensis, Picea obovata). Gefressen werden fast nur ältere (ein- bis dreijährige) Nadeln; Knospen und frische Nadeln werden meist verschont. Es gibt allerdings Hinweise, dass gelegentlich auch der Maitrieb befressen wird (z. B. in Thüringen), dies kann dann das Überleben des Baums bedrohen. Die Art soll Jungfichten gegenüber älteren Bäumen bevorzugen, tritt aber an Fichten bis zu etwa 120 Jahren Alter auf. Die Nadeln werden an der Basis abgefressen und dann im Schutz des Gespinstes gefressen.
Die Männchen sind im Gegensatz zu den trägen Weibchen aktive Flieger. Die Weibchen klettern meist nach dem Schlupf im Erdboden an den Stämmen nach oben. Sie sind wenig flugaktiv und locken die Männchen mit Pheromonen an.

## Entwicklung
Die Weibchen legen ihre Eier von April bis Juni in kleinen Gruppen von 4 bis 12 Stück an vorjährigen Nadeln ab. Insgesamt legt ein Weibchen etwa 80 bis 120 Eier ab. Die jungen Larven bilden Gruppen, die ein gemeinsames Gespinst anlegen, in dem sie leben und fressen, wobei jede Larve eine eigene Röhre innerhalb des Gespinsts bewohnt. Das Gespinst wird mit Kotpartikeln durchsetzt. Das letzte Larvenstadium lässt sich Ende August bis Anfang September zu Boden fallen und gräbt sich anschließend ein. Die Verpuppung findet 5 bis 25 Zentimeter tief im Erdboden in einer Erdhöhle ohne Gespinst statt. Oft kommt es vor, dass die Tiere zwei bis fünf Jahre überliegen, ehe die Imagines schlüpfen. Imagines sind etwa von Anfang Mai bis Ende Juni zu finden.
Gelegentlich kommt es zu Massenvermehrungen dieser Art, bei denen die Bäume kahlgefressen werden können. Es können Dichten von bis zu 400 Puppen pro Quadratmeter Waldboden erreicht werden. Obwohl beim Massenbefall zahlreiche Puppen von Wildschweinen ausgegraben und gefressen werden, kann der Befall dadurch nicht effektiv begrenzt werden, da sie diejenigen in tieferen Bodenschichten nicht erreichen. Gespinste können bei einer solchen Massenvermehrung an mehr als drei Viertel der Äste auftreten und seitwärts ineinander übergehen.
In der Forstwirtschaft gilt die Art als meist minder bedeutsamer Schädling. Die Bäume sterben nur selten ab, lediglich der Zuwachs ist vermindert und die Anfälligkeit gegenüber anderen Schädlingen erhöht sich. Im Folgejahr treiben die Bäume überdies meist später und/oder kümmernd aus. Die Bekämpfung erfolgt meist durch Versprühen von Insektiziden, zum Beispiel Dimilin. Die Bekämpfung der Art wird durch die überliegenden Tiere im Boden erschwert, die nicht mit chemischen Mitteln zu bekämpfen sind.